# Orkanen Rita
För andra betydelser se: Orkanen Rita (Norden)
Orkanen Rita var en tropisk cyklon som i september 2005 drog fram över de norra delarna av Karibien och Mexikanska golfen för att slutligen nå USA:s golfkust i gränstrakterna mellan delstaterna Texas och Louisiana. När orkanen var som intensivast (på kvällen den 21 och tidiga natten till 22 september) var det den (före orkanen Wilma i slutet av oktober 2005), mätt efter lufttrycket i ögat den tredje kraftigaste tropiska cyklon som fram till dess någonsin registrerats på västra halvklotet. 

## Stormhistoria
"Rita" föddes den 17 september strax utanför Turks- och Caicosöarna i norra Karibien. Ovädret rörde sig västerut, berörde Bahamas och Kuba men nådde orkanstyrka först den 20 september, det vill säga medelvind minst 33 meter i sekunden (119 kilometer i timmen). På förmiddagen den dagen hade ovädret kommit in över Mexikanska golfen och ökade därefter mycket snabbt i styrka och svällde i storlek till ett monsteroväder med en diameter på cirka 70 mil. Rita var därmed jämförbar i storlek med orkanen Katrina, som bara drygt tre veckor tidigare hade orsakat en jättekatastrof utmed den amerikanska golfkusten. 
Kl 14 (lokal tid) den 21 september hade vindstyrkan (varaktiga vinden/medelvinden) stigit till 67 m/s (241 km/h) med betydligt kraftigare vindbyar. Orkanen var därmed en kraftig kategori 4-orkan på den femgradiga Saffir–Simpsons orkanskala. Lufttrycket hade sjunkit till 920 millibar. Rita fortsatte emellertid att intensifieras mycket snabbt. Bara två timmar senare hade vindstyrkan ökat till 74 m/s (265 km/h), vilket gjorde Rita till en kategori 5-orkan. Ytterligare sex timmar senare hade medelvinden stigit till 78 m/s (281 km/h) och lufttrycket i ögat sjunkit till 897 millibar. I första hand mäts lufttrycket i tropiska cykloner som mått på deras intensitet, vilket innebar att Rita var den tredje kraftigaste tropiska orkanen som registrerats på västra halvklotet, endast överträffad av orkanen Gilbert 1988 och Labour day hurricane 1935. Rita var även den kraftigaste tropiska cyklonen som någonsin registrerats i Mexikanska golfen.
Även om högsta uppmätta medelvindhastigheten var drygt 280 km/h kan orkanen mycket väl ha haft ännu högre varaktiga vindstyrkor på platser eller tidpunkter när inga flygplan var inne i orkanen för att mäta vindar, lufttryck etcetera. Högsta uppmätta eller beräknade vindbyarna, det ytterst lilla ögat i orkanens centrum med mera indikerar detta. Enligt vissa källor uppmättes kortvariga vindstötar på över 100 m/s (över 360 km/h). Bortsett från riktigt kraftiga tromber (tornadon) är detta i så fall en av de allra högsta vindstyrkor som någonsin uppmätts. Som jämförelse nådde vinterstormen i Sydsverige 2005 som mest drygt 35 m/s i vindbyarna. Detta oväder som knäckte träd som tändstickor framstår i jämförelse med Rita som ett synnerligen beskedligt oväder. 
Anmärkning. Vid senare analyser av mätresultaten har man beräknat att lufttrycket som lägst sjönk till 895 millibar och att medelvindhastigheten som mest (mellan 01.00 och 03.00 lokal tid den 22 september) nådde 80 m/s (288 km/h)
Orkanen satte nu kurs mot Texas och Louisianas kust, och för andra gången på mindre än en månad hotades USA att drabbas av en enorm orkankatastrof. "Rita" hade potential att orsaka en ännu större katastrof än "Katrina". Förutom tät bebyggelse fanns en stor del av USA:s petrokemiska industri i det område som förväntades hamna i orkanens kraftigaste vindbälte. Miljontals människor flydde inåt landet, vilket orsakade svåra trafikstockningar. Texasborna skulle emellertid visa sig ha tur i oturen. Medan orkanen närmade sig kusten försvagades den gradvis på grund av att torrare luft norrifrån strömmade ner över Mexikanska golfen. När Rita nådde USA:s fastland den 24 september var den "bara" en kraftig kategori 3-orkan med medelvind på 54 m/s (192 km/h) Detta är emellertid fortfarande mycket kraftigare än vinterstormen i Sydsverige 2005. Samtidigt hade den emellertid även ändrat kurs. "Ögat" nådde land i gränstrakterna mellan Texas och Louisiana som inte är lika tätbefolkade. Det värsta vindbältet undvek därmed fyramiljonersstaden Houston, som kom undan med mycket omfattande strömavbrott och begränsade översvämningar.
Trots detta beräknas Rita ha orsakat skador för minst åtta miljarder dollar, främst i västra Louisiana. Även om det är väldigt mycket pengar är det småsummor jämfört med skadorna efter "Katrina" som nu beräknas uppgå till nästan ofattbara 200 miljarder dollar. Antalet döda (direkt och indirekt) var 113.

## Klimatförändringar orsak till kraftigare orkaner?
Förutom att årets orkansäsong i Atlanten vari ovanligt aktiv (Rita var säsongens 17:e tropiska cyklon som nått minst stormstyrka och därmed blivit namngiven) har 2005 års oväder varit ovanligt intensiva. Även i Stilla havet har antalet tyfoner varit mycket stort. Det har aldrig tidigare hänt att två så extremt kraftiga tropiska cykloner drabbat regionen med så kort mellanrum (Katrina var också en kategori 5-orkan när den var som intensivast). Andra orkaner tidigare under sommaren som "Dennis" och "Emily" nådde även de nästan kategori 5-styrka. Emily var för övrigt den kraftigaste tropiska cyklon i regionen som någonsin observerats i juli.
Anmärkning. Vid senare undersökningar av mätresultaten har även "Emily" uppgraderats till en kategori 5-orkan.
Detta har ånyo satt fart på debatten om huruvida den ökade frekvensen av tropiska cykloner är orsakad av den av människor orsakade globala uppvärmningen, den så kalladeväxthuseffekten. Ny forskning visar att frekvensen av tropiska cykloner globalt sett ökat de senaste 20 åren och frekvensen av de riktiga monsterovädren (kategori 4 och 5) har ökat ännu mer. I Atlanten har det märkts en markant uppgång efter 1995. Äldre data tyder på att frekvensen av tropiska cykloner verkar gå i cykler. 1970- och 80-talen var åtminstone i Atlanten betydligt lugnare än 1950- och 60-talen. Helt klart är emellertid att två av de fem kraftigaste tropiska cykloner/orkaner som någonsin registrerats i Atlanten/Karibiska havet har uppträtt i år med mindre än en månads mellanrum. Och förra årets monsterstorm, orkanen Ivan, kommer på plats åtta. En tillfällighet eller en del i en ny och oroväckande trend orsakad av mänskliga aktiviteter? Det får framtiden utvisa.

## De kraftigaste tropiska cyklonerna/orkanerna i Atlanten/Karibiska havet
En lista på de kraftigaste orkanerna som registrerats i Atlanten/Karibiska havet, mätt efter lufttrycket i orkanens öga, i millibar/hectopascal (fram till slutet av september 2005):
- 1 Orkanen Gilbert, 888 (1988)
- 2 Labour day hurricane, 892 (1935)
- 3 Orkanen Rita, 897 (895, beräkning)
- 4 Orkanen Allen, 899 (1980)
- 5 Orkanen Katrina, 902 (2005)
- 6 Orkanen Camille, 905 (1969)
- 6 Orkanen Mitch, 905 (1998)

- Anm: Bara fyra veckor senare, den 19 oktober 2005, uppmättes i orkanen Wilma det lägsta lufttrycket någonsin i en tropisk cyklon (882 millibar) på västra halvklotet. Rita har därmed "halkat ned" till fjärde plats. Det innebär också att orkansäsongen totalt "producerade" hela fyra kategori 5-orkaner, nytt rekord i Atlanten.

Den kraftigaste tropiska cyklon som någonsin registrerats i hela världen var tyfonen Tip som i oktober 1979 drog fram över västra delen av Stilla havet. Lägsta uppmätta lufttryck i "Tip" var endast 870 millibar.